# Центральное объединение служащих (Швеция)
Центральное объединение служащих (Центральное объединение профсоюзов служащих, швед. Tjänstemännens Centralorganisation, TCO; также передаётся как Шведская конфедерация профессиональных работников) — национальный профсоюзный центр, зонтичная организация для 12 профсоюзов Швеции, объединяющих профессиональных и других квалифицированных работников преимущественно умственного труда как в частном, так и в государственном секторах страны. Образовано 11 июня 1944 года путём слияния Шведской конфедерации служащих (DACO) в частном секторе и «старой TCO» в государственном секторе.
Отраслевые профсоюзы, входящие в TCO, представляют около 1,2 миллиона работников. В 2018 году членские профсоюзы TCO составляли 37 % всех активных членов профсоюзов Швеции (по сравнению с 17 % в 1950 году), что делает объединение второй по величине из трёх основных профсоюзных конфедераций Швеции (после ориентированного на промышленных рабочих Центрального объединения профсоюзов Швеции):128. Крупнейшей составляющей TCO является Unionen, насчитывающий 551 000 активных членов из всех профессиональных групп, считающихся наёмными работниками в частном секторе — от крупных международных корпораций до небольших семейных предприятий и некоммерческих организаций.:229.
TCO является независимой организацией и не связана ни с одной политической партией Швеции. Председателем является Тереза Сванстрём, в декабря 2019 года сменившая Еву Нордмарк. TCO входит в Международную конфедерацию профсоюзов, Европейскую конфедерацию профсоюзов, Совет профессиональных союзов северных стран и Eurocadres.

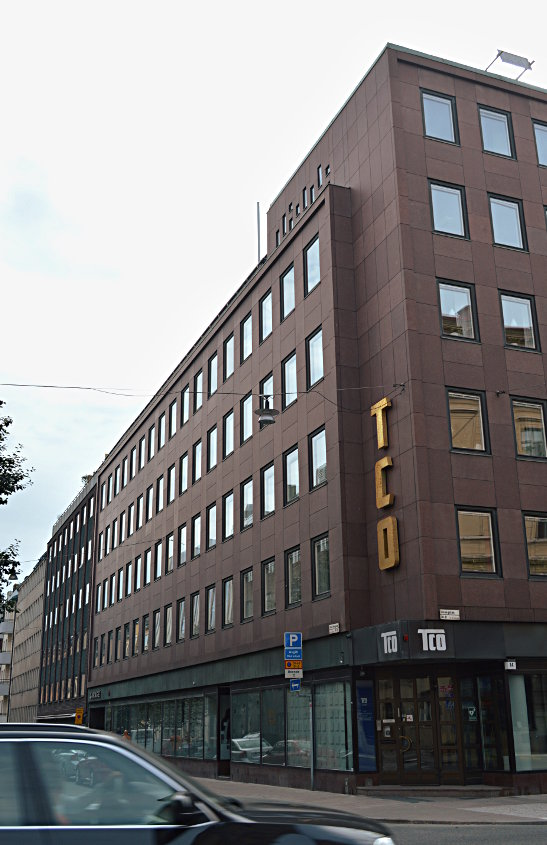
Штаб-квартира TCO, Линнегатан, Стокгольм.

## История
TCO образовалась в результате объединения в 1944 году двух профсоюзных центров. Один из них, Конфедерация служащих (De Anställdas Centralorganisation, DACO), была основана в 1931 году семью профсоюзами работников частного сектора, представляющими 20 000 работников:417. Второй организацией была Шведская конфедерация профессиональных служащих (Tjänstemännens Centralorganisation, «старая TCO»), основанная в январе 1937 года восемью профсоюзами государственного сектора, представляющими 38 000 работников:429. Приняв название TCO, их объединение охватывало 40 профсоюзов, представлявших 180 000 человек:392–3. после Второй мировой войны число членов профсоюзов быстро росло и к 1965 году превысило полмиллиона:389. 
Охват профсоюзным членством в Швеции был одним из самых высоких в мире, достигнув пика около 85 % в середине 1980-х годов (в TCO насчитывалось 1,308 млн членов в 1994 году), но затем снизился до примерно 70 % в 2015 году. В целом, сокращение плотности профсоюзного членства в Швеции происходило быстрее среди рабочих физического труда («синих воротничков») и медленнее среди служащих («белых воротничков»), составляющих основу членской базы TCO. В период с 1990 по 2015 год уровень охвата профсоюзным членством среди служащих снизился с 80,5 % до 72 %, а среди рабочих — с 82 % до 63 %.
После снижения численности членов в 2006—2007 годах профсоюзы TCO инициировали проект «Профсоюз меняется», который представлял собой совместную инициативу по обновлению и повышению значимости профсоюзов. Благодаря активным усилиям по привлечению новых членов кривая членства снова пошла вверх. К концу 2022/2023 года уровень охвата профсоюзами служащих составил 73 %. 
Среди профессиональных групп, представленных в TCO — журналисты, таможенники, полицейские, медсёстры, муниципальные чиновники, учителя, инженеры, экономисты (последние четыре категории пересекаются с Центральным объединением профсоюзов лиц с высшим образованием). В отличие от последнего и Центрального объединения профсоюзов Швеции, TCO не имеет переговорной роли с работодателями; его основная задача — представлять интересы профсоюзов-членов в политических и других организациях, а также формировать общественное мнение по вопросам, которые профсоюзы TCO считают приоритетными. С 1955 года по апрель 2014 года TCO издавал для своих членов журнал TCO-tidningen. В октябре 2014 года ему на смену пришёл онлайн-журнал Arbetsvärlden.

## Составляющие профсоюзы
| | Активных членов | Женщины (занятые) | Мужчины (занятые) | Студенты | Пенсионеры | Изменение в сравнении с членством 2016 года |
| --- | --------------- | ----------------- | ----------------- | -------- | ---------- | ------------------------------------------- |
| Unionen                                                                                               | 538 845         | 235 892           | 302 953           | 46 406   | 63 888     | ▲1 134                                      |
| Профсоюз педагогов                                                                                    | 168 378         | 140 615           | 27 763            | 30 193   | 35 846     | ▼1 841                                      |
| Vision                                                                                                | 137 082         | 98 246            | 38 836            | 18 258   | 39 625     | ▲3 330                                      |
| Ассоциация профессионалов в сфере здравоохранения                                                     | 91 272          | 82 254            | 9 018             | 10 513   | 12 534     | ▲1 320                                      |
| Профсоюз государственных служащих                                                                     | 66 923          | 41 488            | 25 435            | 7 935    | 20 356     | ▼178                                        |
| Профсоюз служащих финансового сектора                                                                 | 26 365          | 16 047            | 10 318            | 2 841    | 3 760      | ▼710                                        |
| Полицейский союз                                                                                      | 18 781          | 6 081             | 12 700            | 1 722    | 2 886      | ▼338                                        |
| Forena                                                                                                | 13 110          | 7 412             | 5 698             | 103      | 1 200      | ▼107                                        |
| Союз журналистов                                                                                      | 11 484          | 6 033             | 5 451             | 728      | 2 826      | ▼539                                        |
| Союз работников театра, искусств и СМИ                                                                | 6 322           | 3 570             | 2 752             | 222      | 1 878      | ▼8                                          |
| Союз гражданских сотрудников сил обороны                                                              | 2 810           | 1 154             | 1 656             | 0        | 1 124      | ▼11                                         |
| Шведский союз профессиональных музыкантов                                                             | 1 394           | 606               | 788               | 46       | 336        | ▼20                                         |
| TULL-KUST                                                                                             | 1 794           | 707               | 1 087             | 3        | 1 793      | ▼82                                         |
| Профсоюз сферы услуг лесного и сельскохозяйственного сектора (объединился с Unionen 1 июня 2019 года) | 576             | 173               | 403               | 2        | 42         | ▼18                                         |
| ВСЕГО                                                                                                 | 1 085 136       | 640 278           | 444 858           | 118 983  | 188 074    | ▲1 932                                      |
| |                 | 59 %              | 41 %              | 8.5 %    | 13.5 %     | 0.2 %                                       |

## Стандарт TCO
TCO владеет некоммерческой организацией TCO Development. TCO Development разрабатывает международную сертификацию устойчивого развития стандарт TCO. Это группа стандартов добровольной сертификации на эргономичность и безопасность электронного оборудования (прежде всего компьютерного, ИТ-продуктов в офисах и центрах обработки данных по всему миру). Сертификация TCO доступна для офисных ИТ-продуктов: дисплеев, ноутбуков, планшетов, смартфонов, настольных компьютеров, моноблоков, проекторов, гарнитур, а также для продуктов центров обработки данных: сетевого оборудования, продуктов хранения данных и серверов. Сертифицированные продукты должны соответствовать комплексным экологическим и социальным критериям на протяжении всего жизненного цикла. Например, заводы, на которых производится сертифицированная продукция, должны соблюдать критерии в отношении трудовых прав и гарантий: рабочего времени, рабочей среды и заработной платы. Продукция должна соответствовать критериям энергоэффективности, эргономичного дизайна и ограниченного содержания опасных веществ.